# Flávio Sérgio Viana
Flávio Sérgio Viana, meglio noto come Schumacher (San Paolo, 31 agosto 1975), è un ex giocatore di calcio a 5 brasiliano.

## Carriera

### Club
La scelta dello pseudonimo "Schumacher" è un omaggio al portiere tedesco Harald Schumacher di cui il calcettista era un ammiratore. Difensore di corporatura massiccia, inizia la carriera nel 1995 con il Pirituba per poi passare al Corinthians. Gioca in seguito per la General Motors e quindi per il Vasco da Gama: fu campione brasiliano nel 1998 e 2000. Nel 2001 si trasferì agli spagnoli del Interviú in cui militerà per oltre un decennio vincendo cinque titoli campionati, tre Coppe di Spagna, quattro supercoppe, tre Coppe UEFA, una Coppa delle Coppe e quattro Coppe intercontinentali.

### Nazionale
Schumacher ha debuttato nella nazionale maschile di calcio a 5 del Brasile nel 1998. Ha vinto la Taça America nel 1999 e nel 2000, approdando al FIFA Futsal World Championship 2000 in cui la selezione sudamericana ha perso la finale per 4-3 in favore della Spagna. Non fa parte del Brasile che, dopo 35 anni, perde lo scettro continentale nel 2003 ma è tra i convocati per il mondiale 2004 concluso dal Brasile al terzo posto. Con la nomina di Paulo César Oliveira a commissario tecnico, nel 2008 il Brasile ritorna campione del Sudamerica e, nel novembre dello stesso anno, riconquista il mondiale in casa sconfiggendo in finale i detentori della Spagna.

## Palmarès

### Club
- Campionato spagnolo: 5
Inter: 2001-02, 2002-03, 2003-04, 2004-05, 2007-08
- Coppa UEFA: 3
Inter: 2003-04, 2005-06, 2008-09

### Nazionale
- Campionato mondiale: 1
Brasile 2008